# Willeroncourt
Willeroncourt ist eine französische Gemeinde mit 107 Einwohnern (Stand: 1. Januar 2022) im Département Meuse in der Region Grand Est (bis 2015 Lothringen). Sie gehört zum Arrondissement Bar-le-Duc und zum Gemeindeverband Commercy-Void-Vaucouleurs.

## Geografie
Die Gemeinde Willeroncourt liegt in der historischen Landschaft Barrois in einem Seitental des Ornain, etwa 18 Kilometer ostsüdöstlich von Bar-le-Duc und etwa 20 Kilometer westsüdwestlich von Commercy. Das Dorf Willeroncourt liegt am Zusammenfluss der Bäche Ruisseau du Clocher und Ruisseau du Petit Pas, die ab hier den Ornain-Nebenfluss Malval bilden, auf 260 m über dem Meer. Nördlich und südlich des Malval-Talbodens steigt das Gelände um etwa 120 Höhenmeter an. Die teils bewaldeten Hänge (Bois Malval) ziehen sich bis zu abgeflachten Plateaus hinauf, die teilweise ebenfalls bewaldet sind (Bois de Gondormont). Ein nach Süden abfallender Hang unmittelbar nördlich des Dorfes ist mit Weinreben bepflanzt. Auf dem Plateau südwestlich des Dorfes wird mit 386 m Meereshöhe der höchste Punkt im Gemeindegebiet erreicht. Hier steht ein 200 m hoher Sendemast neben einem 56 m hohen Funkturm.
Umgeben wird Willeroncourt von den Nachbargemeinden Erneville-aux-Bois im Norden, Nançois-le-Grand im Osten, Chanteraine im Süden, Ligny-en-Barrois im Südwesten sowie Velaines und Nançois-sur-Ornain im Westen.

## Geschichte
Der Ort tauchte erstmals 1103 in einer Urkunde als Wuillerumcort auf. Über Willeruncurt (1180) und Vuilleroncourt (1756) änderte sich die Schreibweise ab 1801 zum noch heute verwendeten Villeroncourt. Willeroncourt gehörte bis ins 18. Jahrhundert zum Herzogtum Bar.

### Wappen
Das vom Heraldiker R. A. Louis entworfene und erst 2014 von der Gemeinde angenommene Wappen wird wie folgt beschrieben: „Unter gebogenem goldenen Schildhaupt, darin ein roter nach rechts sehender Eberkopf, in Blau ein goldenes Feigenblatt, darunter zwei goldene gegeneinander stehende zu einem W geformte Spitzhacken.“
Willeroncourt wurde vom altdeutschen Wille abgeleitet – das Feigenblatt symbolisiert den Überlebenswillen und den natürlichen Reichtum. Die Spitzhacken verweisen auf den früheren lokalen Eisenerzabbau. Der Eberkopf erinnert an Basolus von Verzy, den Schutzheiligen der Pfarrei.

### Bevölkerungsentwicklung
| Jahr      | 1962 | 1968 | 1975 | 1982 | 1990 | 1999 | 2006 | 2013 | 2022 |
| Einwohner | 178  | 141  | 117  | 103  | 110  | 119  | 125  | 112  | 107  |

Im Jahr 1841 wurde mit 480 Bewohnern die bisher höchste Einwohnerzahl ermittelt. Die Zahlen basieren auf den Daten von cassini.ehess und INSEE.

## Sehenswürdigkeiten

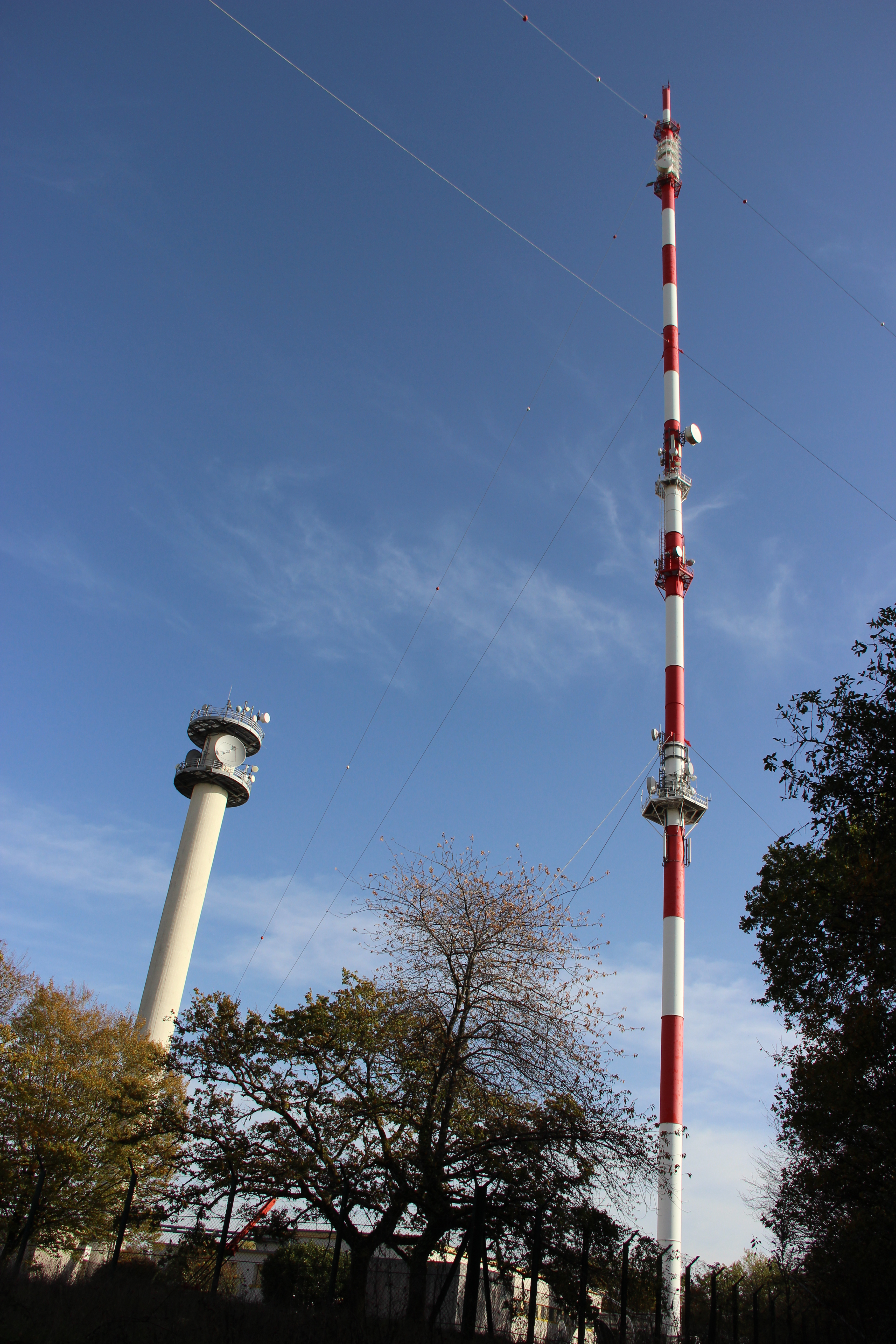
Funktürme

- Kirche St. Basolus (Église Saint-Basle)
- zwei Flurkreuze
- Lavoir und Brunnen
- Funktürme

## Wirtschaft und Infrastruktur
In der Gemeinde sind zwei Landwirtschaftsbetriebe ansässig.
Willeroncourt liegt abseits der überregional wichtigen Verkehrsachsen. Zwei Départementsstraßen stellen die Verbindungen zu drei Nachbargemeinden her. Dem Tal des Malval in Willeroncourt folgt die Bahnlinie von Nançois-Tronville nach Neufchâteau (Ligne de Nançois - Tronville à Neufchâteau), die im Bereich um Willeroncourt nur noch dem Güterverkehr dient. Unmittelbar südlich des Gemeindegebietes verläuft die autobahnähnlich ausgebaute Route nationale 4 von Saint-Dizier nach Toul.

## Belege
1. ↑  Fotos der Sendeanlagen
2. ↑  Ernest Nègre: Toponymie générale de la France, Band 2. In: Toponymie générale de la France. Archiviert vom Original (nicht mehr online verfügbar) am 27. Mai 2018; abgerufen am 28. Mai 2018 (französisch).
3. ↑  Wappenbeschreibung auf genealogie-lorraine.fr (französisch)
4. ↑  Willeroncourt auf cassini.ehess
5. ↑  Willeroncourt auf INSEE
6. ↑  Landwirtschaftsbetriebe auf annuaire-mairie.fr (französisch)